# VfB Lohengrin 03 Kleve
VfB Lohengrin 03 Kleve was een Duitse voetbalclub uit Kleef.

## Geschiedenis
De club werd opgericht in 1903 als VfB 03 Cleve (tot 1925 werd Kleve met een C geschreven). Oprichters waren voornamelijk tewerkgesteld in de plaatselijke margarinefabriek. In het stadion Sportplatz an der Triftstraße vond op 16 oktober 1910 de allereerste interland op Duitse bodem plaats tussen Duitsland en Nederland. Tussen de 5.000 en 10.000 toeschouwers zagen Duitsland met 1:2 verliezen.
De club was aangesloten bij de West-Duitse voetbalbond en in 1911 speelde de club voor het eerst in de hoogste klasse van de Noordrijncompetitie. Na twee seizoenen degradeerde de club.
In 1919/20 speelde de club opnieuw op het hoogste niveau. Het werd echter een blamage voor de club die alle 22 wedstrijden verloor en 119 doelpunten om de oren kreeg. In 1920 fuseerde de club met Turnclub Merkur Kleve en Clever Schwimm-Sportclub tot VfTuB Cleve. In 1921 werd de naam terug in VfB 03 Cleve gewijzigd.
In 1946 fuseerde de club met SuL Kleve (zelf fusie van VfB Lohengrin 1921 Kleve en FC Sparta 1921 Kleve uit 1936). Fusieclub VfB Lohengrin 03 Kleve speelde van 1950 tot 1955 in de Amateurliga, de derde klasse en werd in 1953 vierde. Van 1960 tot 1963 speelde de club opnieuw in de Amateurliga. Hierna verzeilde de club in lagere reeksen.
In 2000 fuseerde de club met SC Kleve 63 tot 1. FC Kleve.